# Championnat du Mexique de basket-ball
Pour les articles homonymes, voir LNB.
La Liga Nacional de Baloncesto Profesional (LNBP) est la ligue professionnelle de basket-ball mexicaine. Ce championnat regroupe les 16 meilleures équipes mexicaines.  Chaque équipe dispute 40 matchs au cours de la saison régulière, les douze premières équipes sont qualifiées pour les play-offs. Le premier tour, les quarts de finale, les demi-finales et la finale se jouent au meilleur des sept matchs.

## Historique
La ligue a été fondée en 2000 avec 11 équipes, étendue à 24 en 2008. Elle compte 16 équipes actuellement. En dépit de son histoire récente, la LNBP s'est imposée comme l'une des ligues les plus importantes d'Amérique latine.
De célèbres joueurs ont évolué dans cette ligue tels Jamario Moon,  Dennis Rodman,  Sun Ming Ming, et Horacio Llamas.

## Équipes
| Équipe                     | Ville                            | Salle                                    | Capacité | Création | Arrivée | Entraîneur            |
| -------------------------- | -------------------------------- | ---------------------------------------- | -------- | -------- | ------- | --------------------- |
| Abejas de León             | León, Guanajuato                 | Domo de la Feria                         | 4,463    | 2009     | 2009    | Javier Muñoz          |
| Astros de Jalisco          | Guadalajara, Jalisco             | Arena Astros                             | 3,509    | 2019     | 2019    | Leandro García        |
| El Calor de Cancún         | Cancún, Quintana Roo             | Polifórum Benito Juárez                  | 4,800    | 2024     | 2024    | Juan José Pidal       |
| Correbasket UAT            | Ciudad Victoria, Tamaulipas      | Gimnasio Multidisciplinario UAT Victoria | 2,600    | 2000     | 2022    | Marcus Moore          |
| Diablos Rojos del México   | Benito Juárez, Mexico City       | Gimnasio Olímpico Juan de la Barrera     | 5,242    | 2024     | 2024    | Nicolás Casalánguida  |
| Dorados de Chihuahua       | Chihuahua, Chihuahua             | Gimnasio Manuel Bernardo Aguirre         | 9,600    | 2000     | 2019    | Jacinto Carbajal      |
| Freseros de Irapuato       | Irapuato, Guanajuato             | Inforum Irapuato                         | 3,000    | 2023     | 2023    | Christopher Gutiérrez |
| Fuerza Regia de Monterrey  | Monterrey, Nuevo León            | Gimnasio Nuevo León                      | 5,000    | 2001     | 2001    | Pablo García          |
| Gambusinos de Fresnillo    | Fresnillo, Zacatecas             | Gimnasio Solidaridad Municipal           | 4,500    | 2002     | 2025    | Enrique Zúñiga        |
| Halcones de Xalapa         | Xalapa, Veracruz                 | Arena Macuiltépetl                       | 8,000    | 2003     | 2021    | Paco Olmos            |
| Mineros de Zacatecas       | Zacatecas, Zacatecas             | Gimnasio Marcelino González              | 3,458    | 2017     | 2022    | Facundo Müller        |
| Panteras de Aguascalientes | Aguascalientes, Aguascalientes   | Gimnasio Hermanos Carreón                | 3,000    | 2003     | 2023    | Pascal Meurs          |
| Santos del Potosí          | San Luis Potosí, San Luis Potosí | Auditorio Miguel Barragán                | 3,400    | 2003     | 2023    | Manolo Cintrón        |
| Soles de Mexicali          | Mexicali, Baja California        | Auditorio PSF                            | 4,779    | 2005     | 2005    | Silvio Santander      |

## Palmarès
| Saison    | Champion                         | Score | Finaliste                     |
| --------- | -------------------------------- | ----- | ----------------------------- |
| 2000      | Correcaminos UAT Tampico         | 4-2   | Correcaminos UAT Victoria     |
| 2001      | Gallos de Pelea de Ciudad Juárez | 4-1   | Lobos de la U.A. de C.        |
| 2002      | Correcaminos UAT Victoria        | 4-3   | Correcaminos UAT Matamoros    |
| 2003      | Panteras de Aguascalientes       | 4-2   | Ola Roja del Distrito Federal |
| 2004      | Santos Reales de San Luis        | 4-2   | Halcones UV Xalapa            |
| 2005      | Halcones UV Xalapa               | 4-1   | Lobos de la U.A. de C.        |
| 2006      | Soles de Mexicali                | 4-3   | Halcones UV Xalapa            |
| 2007-2008 | Halcones UV Xalapa               | 4-3   | Soles de Mexicali             |
| 2008-2009 | Halcones UV Xalapa               | 4-2   | Soles de Mexicali             |
| 2009-2010 | Halcones UV Xalapa               | 4-1   | Halcones Rojos Veracruz       |
| 2010-2011 | Toros de Nuevo Laredo            | 4-2   | Pioneros de Quintana Roo      |
| 2011-2012 | Halcones Rojos Veracruz          | 4-1   | Toros de Nuevo Laredo         |
| 2012-2013 | Toros de Nuevo Laredo            | 4-2   | Halcones UV Xalapa            |
| 2013-2014 | Halcones Rojos Veracruz          | 4-3   | Pioneros de Quintana Roo      |
| 2014-2015 | Soles de Mexicali                | 4-1   | Pioneros de Quintana Roo      |
| 2015-2016 | Pioneros de Quintana Roo         | 4-3   | Soles de Mexicali             |
| 2016-2017 | Fuerza Regia                     | 4-2   | Soles de Mexicali             |
| 2017-2018 | Soles de Mexicali                | 4-1   | Capitanes de Mexico           |
| 2018-2019 | Fuerza Regia                     | 4-2   | Capitanes de Mexico           |
| 2019-2020 | Soles de Mexicali                | 4-3   | Fuerza Regia                  |
| 2020      | Fuerza Regia                     | 3-1   | Aguacateros de Michoacán      |
| 2021      | Fuerza Regia                     | 4-0   | Astros de Jalisco             |
| 2022      | Abejas de León                   | 4-0   | Astros de Jalisco             |
| 2023      | Fuerza Regia de Monterrey        | 4-1   | Astros de Jalisco             |
| 2024      | Diablos Rojos del México         | 4-1   | Halcones de Xalapa            |

## Bilan par club
| Équipe                           | Champion | Finaliste |
| -------------------------------- | -------- | --------- |
| Soles de Mexicali                | 4        | 4         |
| Halcones UV Xalapa               | 4        | 4         |
| Fuerza Regia                     | 5        | 1         |
| Toros de Nuevo Laredo            | 2        | 1         |
| Halcones Rojos Veracruz          | 2        | 1         |
| Pioneros de Quintana Roo         | 1        | 3         |
| Correcaminos UAT Victoria        | 1        | 1         |
| Correcaminos UAT Tampico         | 1        | 0         |
| Gallos de Pelea de Ciudad Juárez | 1        | 0         |
| Panteras de Aguascalientes       | 1        | 0         |
| Santos Reales de San Luis        | 1        | 0         |
| Abejas de León                   | 1        | 0         |
| Diablos Rojos del México         | 1        | 0         |
| Astros de Jalisco                | 0        | 3         |
| Capitanes de Mexico              | 0        | 2         |
| Lobos de la U.A. de C.           | 0        | 2         |
| Correcaminos UAT Matamoros       | 0        | 1         |
| Ola Roja del Distrito Federal    | 0        | 1         |
| Aguacateros de Michoacán         | 0        | 1         |

## Palmarès de la Copa Independencia
La Copa Independencia (Coupe de l'Indépendance) était un tournoi de pré-saison créée par la LNBP.
| Saison  | Champion               | Finaliste                 |
| ------- | ---------------------- | ------------------------- |
| 2004    | Lobos de la U.A. de C. | Lechugueros de León       |
| 2005    | Lobos de la U.A. de C. | Correcaminos UAT Victoria |
| 2006    | Lobos Grises UAD       | Halcones UV Xalapa        |
| 2007-08 | Lobos Grises UAD       | Halcones Rojos            |